# A Cowboy’s Work Is Never Done
«A Cowboy’s Work Is Never Done» (с англ. — «Трудам ковбоя нет конца») — песня из альбома американского поп-дуэта Сонни и Шер All I Ever Need Is You (1971). В 1972 году была выпущена на сингле «A Cowboy’s Work Is Never Done» / «Somebody», достигшем 8-го места в американском хит-параде Billboard Hot 100. Исполнялась в авторском телевизионном шоу дуэта. Вошла в саундтрек кинокомедии «Будь круче!» (США, 2005) и документального фильма «Кровь в вино» (США, 2010).
Автор музыки и слов — Сонни Боно.

## Хит-парады
| Чарт (1972)            | Высшая позиция |
| ---------------------- | -------------- |
| Canadian Singles Chart | 4              |
| Billboard Hot 100      | 8              |
| Media Control Charts   | 48             |

## Факты
- В СССР пользовалась популярностью кавер-версия «A Cowboy’s Work Is Never Done», выпущенная в 1979 году ВИА «Здравствуй, песня» на одноимённом миньоне. На ярлыке пластинки название композиции было указано как «Песенка о ковбое» авторства «Сони и Шер» [sic][1]. На обложке и ярлыке альбома «Мы любим „диско“», выпущенного тем же ВИА в том же году, композиция значилась как «Ленивый ковбой» с примечанием «автор неизвестен»[2]. В этой версии использовалась в фильме "Чучело" Ролана Быкова  (сцена сожжения на костре).
- «A Cowboy’s Work Is Never Done» в исполнении оркестра Рэя Конниффа — музыкальный фон номера «Спящий ковбой», в начале 1980-х годов принёсшего международную известность выдающемуся советскому фигуристу-одиночнику Игорю Бобрину[3]. В этом же исполнении использовалась режиссёром Роланом Быковым в фильме «Чучело» (в сцене «передачи платья» главной героини).